# VIII V 2
VIII {\displaystyle {\mathfrak {V}}}2 (VIII V 2) – seria niemieckich parowozów osobowych kolei saksońskch, produkowanych w latach 1896–1902. Miały układ osi 2'B i silnik sprzężony na parę nasyconą. Seria ta nosiła następnie niemieckie oznaczenie DRG 369–10. Koleje polskie używały w okresie międzywojennym jeden parowóz, oznaczony na PKP jako seria Od101.

## Historia
Lokomotywa kolei saskich serii VIII V2 była osobowym odpowiednikiem parowozu pospiesznego VIII V 1, pokrewnym konstrukcyjnie. Seria (niem. Gattung) VIII oznaczała lokomotywy o układzie osi 2'B, litera V (pisana frakturą: {\displaystyle {\mathfrak {V}}}) – silnik sprzężony (Verbundtriebwerk), a cyfra 2 drugą odmianę takiego parowozu. Obie serie były produkowane od 1896 roku i różniły się średnicą kół napędnych (1590 mm w lokomotywie osobowej, 1885 mm w pospiesznej). Ponadto, lokomotywa osobowa miała mniej wydajny kocioł, na skutek jego skrócenia o 225 mm i zmniejszenia paleniska i powierzchni rusztu. Nowością w saskich lokomotywach był w obu seriach kocioł ze stojakiem Belpaire’a i rozrząd Heusingera. Lokomotywy osobowe w porównaniu z pospiesznymi miały początkowo także krótszą budkę maszynisty, z wąskimi oknami po bokach.
Większość lokomotyw była zbudowana przez saskie zakłady Hartmann w Chemnitz (pełna nazwa: Sächsische Maschinenfabrik vorm. Richard Hartmann – Saska Fabryka Maszyn, dawniej Richard Hartman). Były one budowane w czterech ulepszanych seriach produkcyjnych, różniących się znacznie charakterystykami. Lokomotywy pierwszej serii były zbudowane w latach 1896–1897 w liczbie 20 (numery na kolei 519–538). Miały one średnice cylindrów silnika 440 i 650 mm, masę służbową 49,6 t i siłę uciągu 44 kN i jeździły z trzyosiowym tendrem 3 T 9.
Od 1897 produkowano lokomotywy drugiej serii, ze średnicą cylindrów zwiększoną do 460 i 680 mm i siłą uciągu 49 kN. Lokomotywy te otrzymały numery 539–548 i jeździły z większymi tendrami czteroosiowymi 2'2' T 16. Różniły się też dolną krawędzią ścian budki maszynisty, które zostały podcięte z charakterystycznym zaokrągleniem.
Od 1899 roku budowano maszyny trzeciej serii, o numerach 549–568, z powiększoną budką maszynisty z podwójnym oknem bocznym. Ich masa służbowa wzrosła do 51,4 t. Ogółem zbudowano w zakładach Hartmann 50 lokomotywy trzech wczesnych serii.
W lokomotywach czwartej najliczniejszej serii, produkowanych od 1900 roku, zwiększono wydajność kotła, który umieszczono nieco wyżej. Jego powierzchnia ogrzewalna wzrosła do 130,8 m² (nieco więcej, niż w lokomotywach pospiesznych VIII V1). Masa służbowa wzrosła do 54,5 t, a siła uciągu do 53 kN. Ponownie zwiększono pojemność tendra (serii 2'2'T 21). W latach 1900–1902, 43 lokomotywy tej serii wyprodukował Hartmann (numery 569–581 i 607–636), a nadto, z powodu ograniczonych mocy produkcyjnych tej firmy w stosunku do potrzeb kolei saskich, 10 zamówiono w berlińskiej firmie Schwartzkopff (BMAG) (numery 582–591), 10 w Esslingen (numery 592–601) i 5 w Linke-Hofmann we Wrocławiu (numery 602–606).

## Służba
Ogółem zbudowano 118 lokomotyw serii VIII V2 (numery 519–636), przez co stały się najliczniejszą serią na kolejach saskich. Używano ich w ruchu pasażerskim na wszystkich głównych liniach, a także licznych drugorzędnych. Dzięki umiarkowanej średnicy kół, dość dobrze spisywały się także na terenach górzystych. Od 1910 roku były wypierane z głównych linii przez lokomotywy serii XII H2. Lokomotywy trzech wczesnych serii, produkowane przed 1900 rokiem, nosiły oprócz numerów nazwy własne w postaci nazw miast niemieckich.
Po I wojnie światowej 111 maszyn przeszło na Koleje Niemieckie (DRG), zaklasyfikowanych w 1925 roku jako seria 369–10 (numery 36 901 do 919 i 921 do 948 dla wczesnych serii oraz 36 951 do 1014 dla lokomotyw produkcji od 1900 roku). Wszystkie zostały jednak wycofane w latach 1926–1931.
Jedna lokomotywa pierwszej serii, dawna nr 528 „Meuselwitz” z 1897 r., trafiła w 1919 roku na Polskie Koleje Państwowe, otrzymując oznaczenie Od101-1, jako jedyna lokomotywa w serii Od101. Była to także jedyna lokomotywa serii VIII V2 poza kolejami niemieckimi.
Żaden parowóz serii VIII V2 nie zachował się do chwili obecnej.

## Opis
Parowóz osobowy o układzie osi 2'B, z silnikiem sprzężonym na parę nasyconą (2'B n2v). Wysokość środka kotła nad szynami w czwartej serii wynosiła 2150 mm, w poprzednich seriach był on o 100 mm niżej (inne źródło: o 75 mm). Liczba płomieniówek wynosiła 216 w trzech wczesnych seriach i 254 w czwartej serii, ich długość wynosiła 3800 mm.
Stały rozstaw osi wiązanych wynosił 2100 mm, osi wózka tocznego: 2150 mm, rozstaw między drugą osią toczną a pierwszą wiązaną: 2350 mm, ogółem rozstaw osi skrajnych: 6600 mm. Wózek toczny był zawieszony na ślizgowym łożysku kulowym, jak w erfurckich lokomotywach S 2.
Stosowano tendry saskich serii: 3 T 9 (trzyosiowy, 9 m³ wody i 4 t węgla – w serii 1.), 2'2' T 16 (czteroosiowy, 16 m³ wody i 5 t węgla – od serii 2.), 2'2'T 21 (czteroosiowy 21 m³ wody i 7 t węgla – od serii 4.).